# Вільясека-де-ла-Сагра
Вільясека-де-ла-Сагра (ісп. Villaseca de la Sagra) — муніципалітет в Іспанії, у складі автономної спільноти Кастилія-Ла-Манча, у провінції Толедо. Населення — 1807 осіб (2010).
Муніципалітет розташований на відстані близько 55 км на південь від Мадрида, 16 км на північний схід від Толедо.
На території муніципалітету розташовані такі населені пункти: (дані про населення за 2010 рік)
- Асека: 19 осіб
- Вільясека-де-ла-Сагра: 1788 осіб

## Демографія
Динаміка населення (INE ):

## Галерея зображень

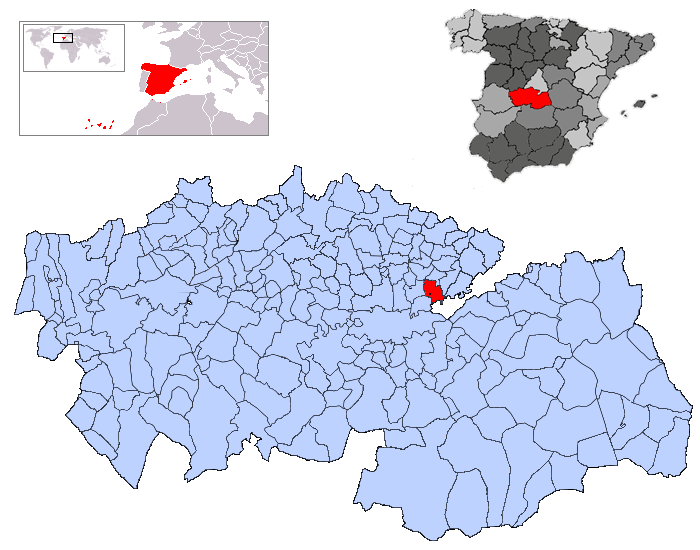
Розташування муніципалітету у провінції Толедо